# Charles W. Lippitt

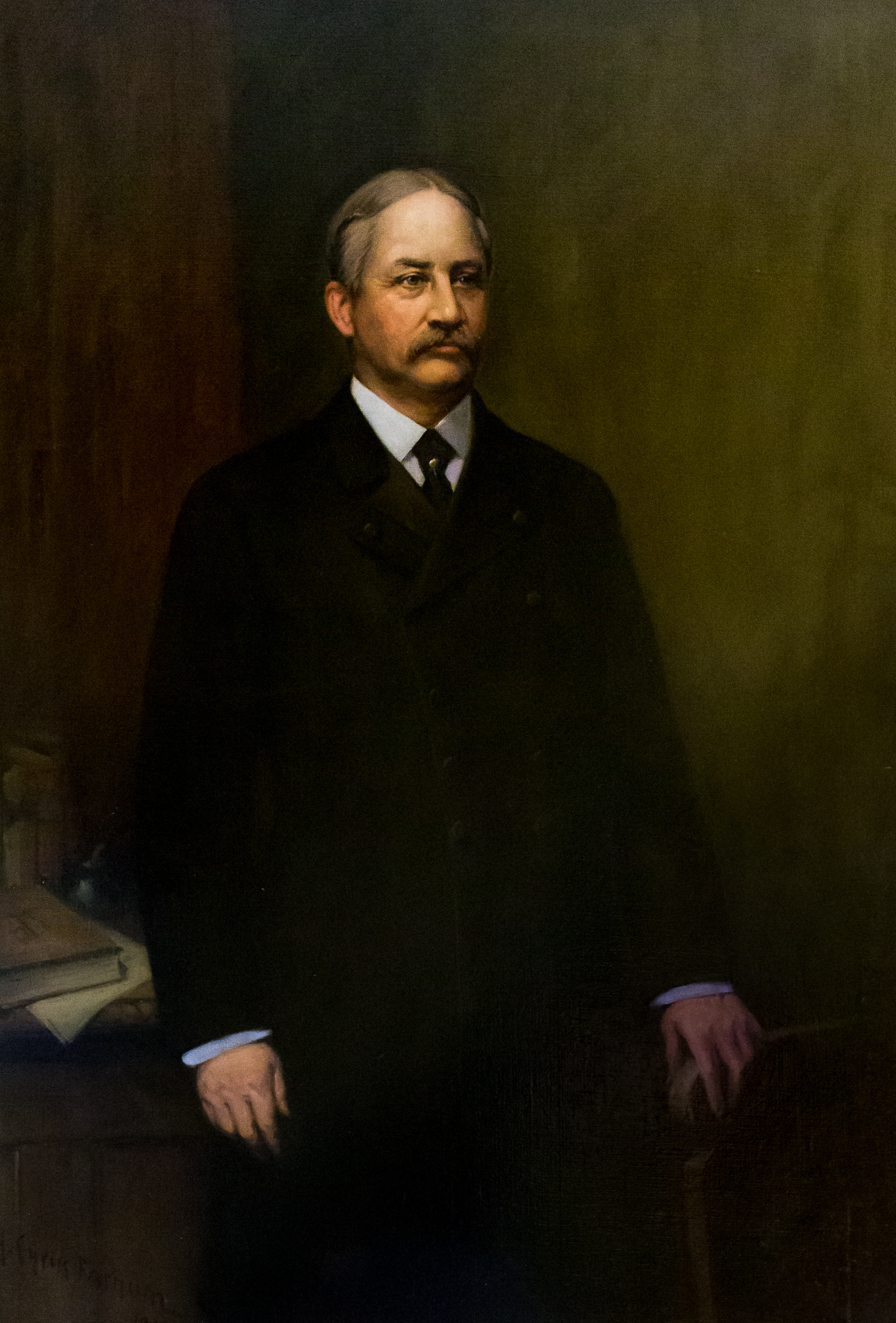
Charles W. Lippitt

Charles Warren Lippitt (* 8. Oktober 1846 in Providence, Rhode Island; † 4. April 1924 in Harmon, New York) war ein US-amerikanischer Politiker und von 1895 bis 1897 Gouverneur des Bundesstaates Rhode Island.

## Frühe Jahre und politischer Aufstieg
Charles Lippitt war ein Sohn von Henry Lippitt, der zwischen 1875 und 1877 Gouverneur von Rhode Island gewesen war. Charles besuchte bis 1865 die Brown University und stieg später in die Wollverarbeitungsbetriebe seines Vaters ein. Wie sein Vater wurde auch Charles Mitglied der Republikanischen Partei. Während der Gouverneurszeit des Vaters war der jüngere Lippitt als dessen Chief of Staff geschäftsführender Beamter in dessen Regierung. Zwischen 1881 und 1883 war Charles Lippitt Vorsitzender des Handelsausschusses von Providence. Im Jahr 1884 wurde er Leiter des Providence Commercial Club und von 1891 bis 1901, also auch während seiner Gouverneurszeit, war er im Vorstand der Rhode Island National Bank of Providence.

## Gouverneur von Rhode Island
Im Jahr 1895 wurde Charles Lippitt zum neuen Gouverneur seines Staates gewählt. Nach einer Wiederwahl im Jahr 1896 konnte er dieses Amt zwischen dem 29. Mai 1895 und dem 25. Mai 1897 ausüben. Lippitt verstand sich als Interessenvertreter der Industrie. Er setzte sich für Schutzzölle und die Vergabe für Lizenzen für den Handel mit alkoholischen Getränken ein. Der Vorschlag, die Amtszeiten der gewählten Beamten, einschließlich des Gouverneurs, auf zwei Jahre zu verlängern, fand damals in Rhode Island keine politische Mehrheit. Verheiratete Frauen erhielten das Recht, selbständig Verträge abschließen zu dürfen.

## Weiterer Lebenslauf
Nach dem Ende seiner Amtszeit widmete sich Lippitt wieder seinen privaten Geschäften und war in zahlreichen gesellschaftlichen und sozialen Organisationen tätig. Charles Lippitt starb am 4. April 1924. Mit seiner Frau Margaret Barbara Farnum hatte er sechs Kinder.